# دي جي فلاد
دي جي فلاد (بالإنجليزية: DJ Vlad) هو موسيقي ويوتيوبر أمريكي، ولد في 28 يونيو 1973 في كييف في أوكرانيا.

## وصلات خارجية
- دي جي فلاد على موقع IMDb (الإنجليزية)
- دي جي فلاد على موقع ميوزك برينز (الإنجليزية)
- دي جي فلاد على موقع ديسكوغز (الإنجليزية)
- دي جي فلاد على موقع قاعدة بيانات الفيلم (الإنجليزية)